# Mazda Miata Mono Posto
La Mazda Miata Mono Posto est un concept car du constructeur automobile japonais Mazda, présenté au SEMA Show de Las Vegas en 2000.

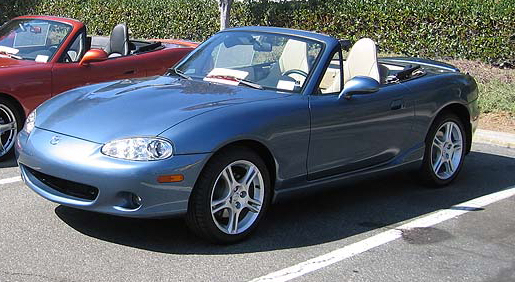
La Mazda MX-5 Miata (NB) sert de base au concept Miata Mono Posto.

Il s'agit d'une variante, dite monoplace ou "mono posto", du cabriolet Mazda MX-5 Miata (NB) de seconde génération, elle s'abstient de pare-brise et est présentée en rouge "Red Pearl Mica".